# Sara Brut
El embalse Sara Brut, denominado también embalse de Guacas, es un embalse ubicado en el municipio de Bolívar, en el Valle del Cauca (Colombia). Su superficie de agua es de 71 km² y su profundidad media es de 60 m.
Es una de las principales fuentes de agua para consumo humano en el norte del departamento del Valle del Cauca, construido sobre el río Pescador, afluente del río Cauca.
El embalse de Guacas, eje del Sistema de Abastecimiento Regional de Agua Potable del Norte del Valle del Cauca (SARA-BRUT), se constituye en un ecosistema de reciente aparición en el Valle del Cauca, lo que se manifiesta en elementos y procesos cuyo desarrollo pueden generar cambios en cortos periodos. De hecho, las características de cualquier embalse significan modificaciones muy significativas sobre el ambiente, con reemplazo de área terrestres que son inundadas y la detención de corrientes o sistemas loticos para formar depósitos similares a lagos o ecosistemas lenticos.

## Historia
En la vereda de Guacas en 1999 se inicia la construcción del Sistema de Abastecimiento Regional de Agua Potable del Norte del Valle del Cauca, SARA BRUT, sobre la cuenca del río Pescador cuyo proceso de llenado comenzó el 13 de junio de 2002 constituyéndose en el embalse de “Guacas”, con el fin de proveer en un principio de agua a los Municipios de Bolívar, Roldanillo, La Unión y Toro, en el Departamento del Valle del Cauca. Aunque su principal función es el abastecimiento de agua también, la CVC la adecuó para el desarrollo de otras actividades de su que hacer ambiental y los pobladores de la región la vienen aprovechando para el uso recreativo.
Allí no se deben realizar actividades recreativas porque la única función del embalse es proveer agua para consumo humano.

## Geografía
Ubicada en este proyecto, se firmó convenio el 27 de julio de 1998 e iniciaron operaciones el 21 de febrero de 2004 interadministrativo entre el gobierno departamental del Valle del Cauca, Acuavalle y la Corporación Autónoma Regional del Valle del Cauca CVC, quedando en cabeza de esta última en el corregimiento de Primavera, municipio de Bolívar Valle. Este sistema, llamado Sara Brut, surge de la necesidad de surtir a varios municipios del norte del Valle, entre ellos Bolívar, Roldanillo, La Unión, Toro, Obando, Zarzal, La Victoria y el corregimiento de Ricaurte). Ese proyecto tiene beneficios muy importantes que son, entre otros:
- Abastecer a los beneficiarios por más de 30 años.
- Regular las aguas del río Pescador durante sus crecidas, garantizando el caudal ecológico.
- Convertirlo en una participación del ecoturismo.

Ha sido un proyecto tan importante par la región, ya que se ha acrecentado el ecoturismo, lo cual implica aumento en la parte económica de los habitantes de este corregimiento, presentando una mejor calidad de vida para los que aprovechan esta nueva alternativa en la región.